# Wirschweiler
Wirschweiler là một đô thị thuộc huyện Birkenfeld, trong bang Rheinland-Pfalz, phía tây nước Đức. Đô thị Wirschweiler có diện tích 10,26 km², dân số thời điểm ngày 31 tháng 12 năm 2006 là 364 người.